# Las Virginias (Campo Cuatro)
Las Virginias är en ort i Mexiko.   Den ligger i kommunen Janos och delstaten Chihuahua, i den nordvästra delen av landet, 1 600 km nordväst om huvudstaden Mexico City. Las Virginias ligger 1 408 meter över havet och antalet invånare är 134.
Terrängen runt Las Virginias är mycket platt.  Trakten runt Las Virginias är nära nog obefolkad, med mindre än två invånare per kvadratkilometer. Las Virginias är det största samhället i trakten. Omgivningarna runt Las Virginias är i huvudsak ett öppet busklandskap.